# Tanque Esqueleto

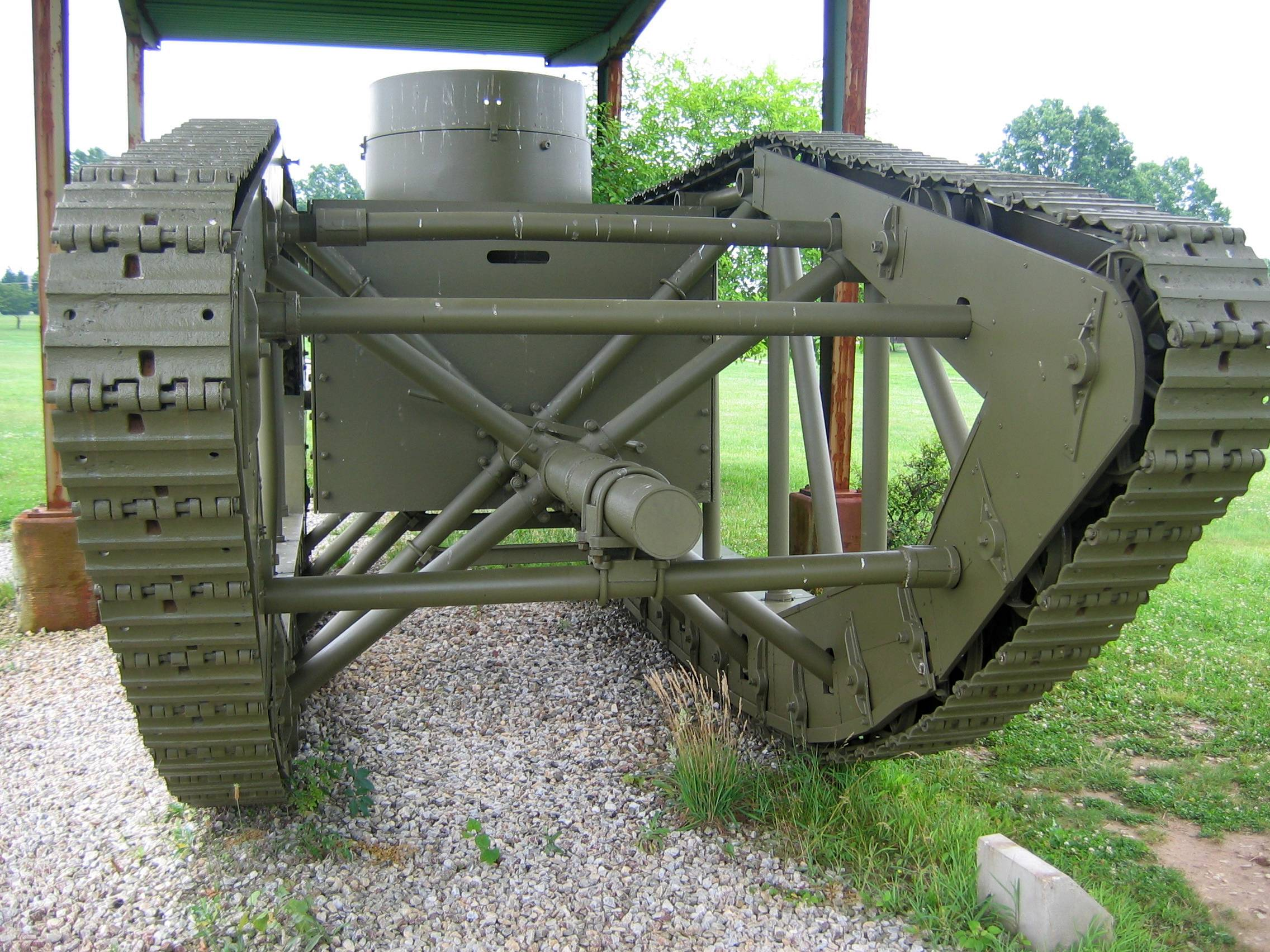
Arco del tanque esqueleto.

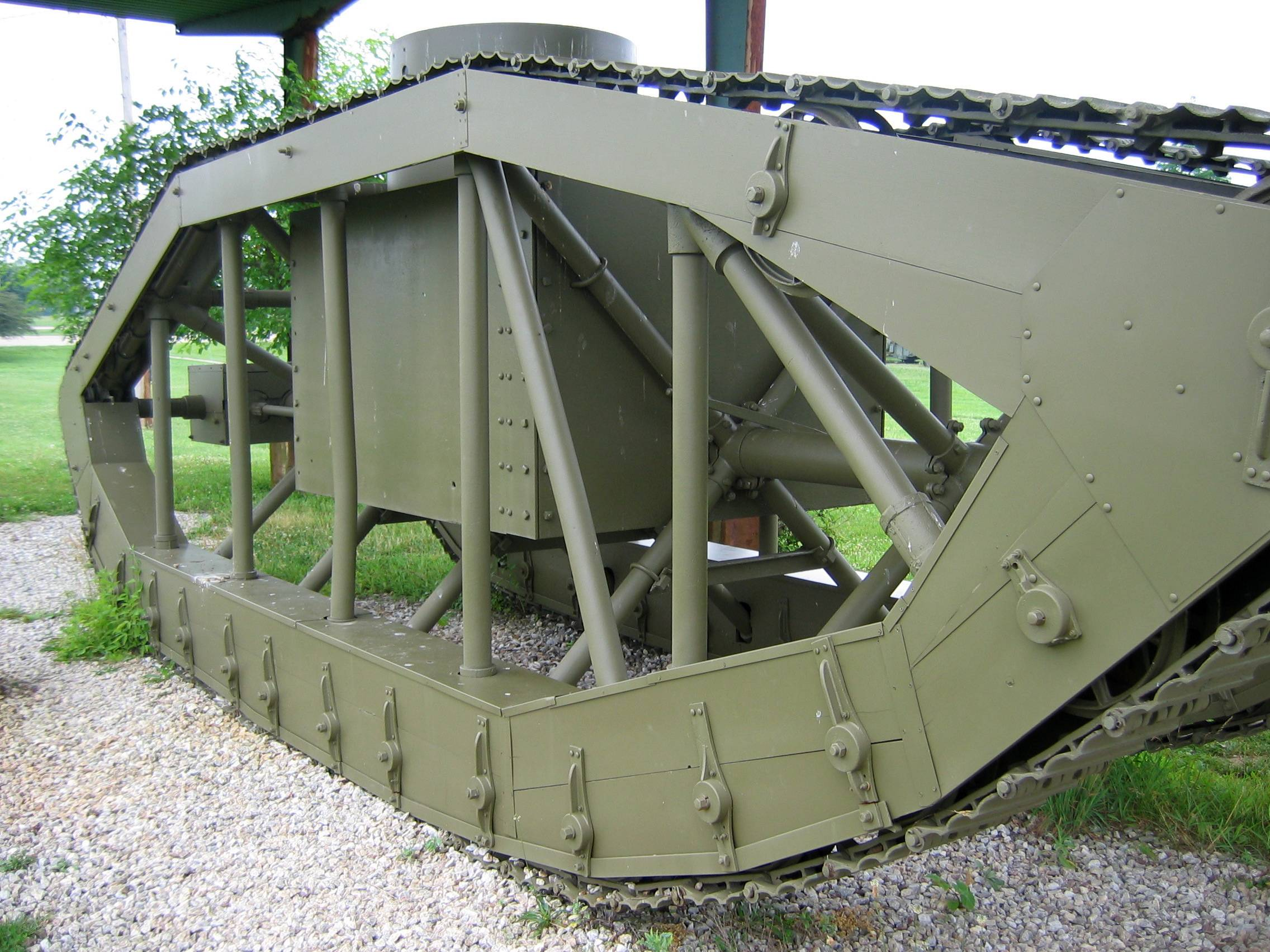
Lado derecho del tanque esqueleto.

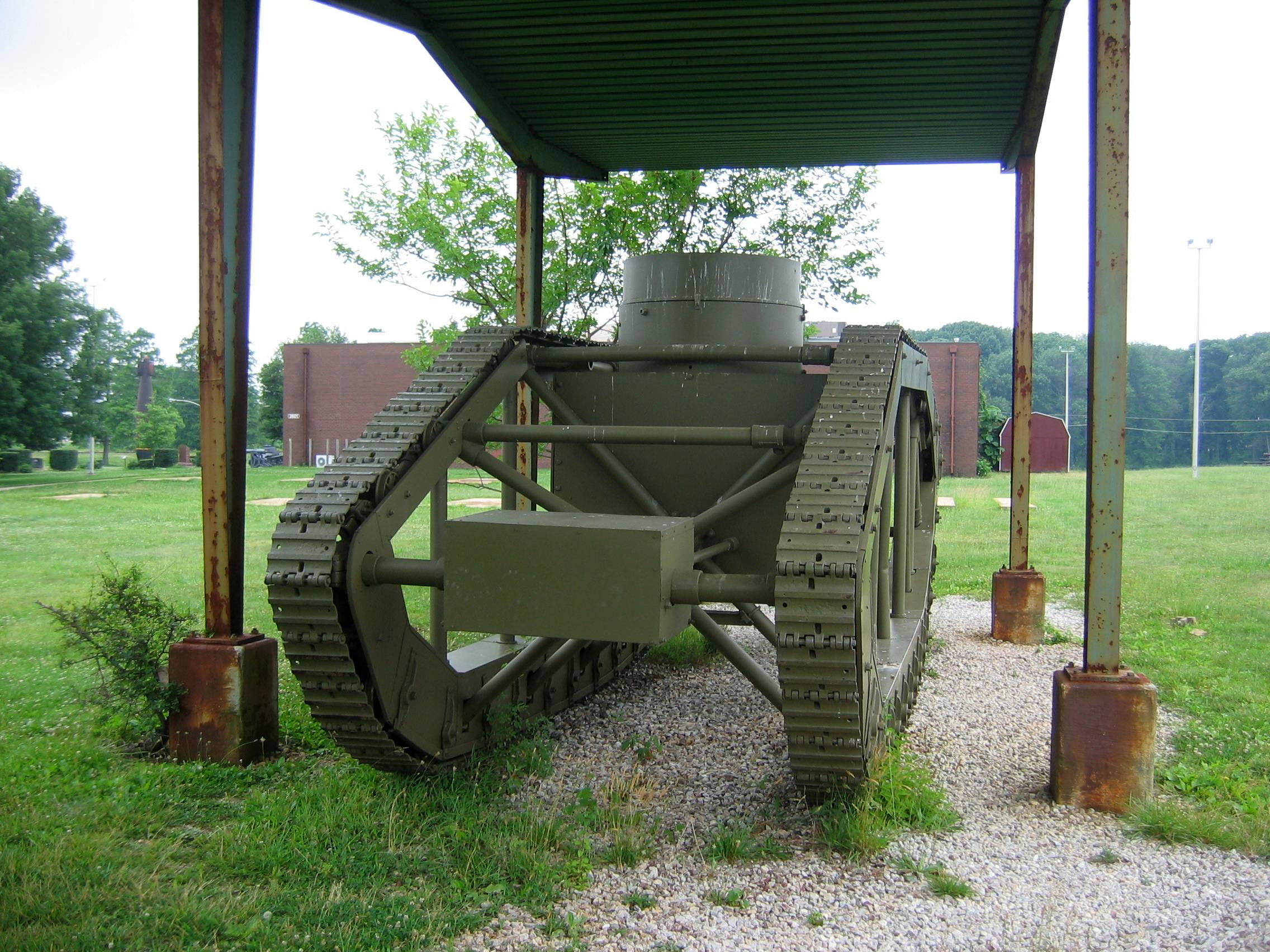
Parte trasera del tanque esqueleto.

El Tanque Esqueleto también conocido como Tanque Araña fue un prototipo de tanque construido en 1918 por Pioneer Tractor Company, Winona, Minnesota . El prototipo estaba listo en octubre de 1918. Diseñado con varias características innovadoras, algunas de las cuales fueron controvertidas en ese momento, el proyecto Tanque Esqueleto no avanzó más allá del solo prototipo.

## Diseño
El objetivo era desarrollar un vehículo ligero, capaz de atravesar amplias trincheras de forma similar a los tanques británicos. A diferencia de los tanques británicos con su chasis completamente cerrado, el Tanque Esqueleto logró la forma de rombo necesaria al soportar sus orugas con un marco en forma de esqueleto formado por tuberías de hierro unidas por conexiones de plomería. Suspendido entre estos bastidores de orugas había un compartimento de combate blindado que llevaba una torreta de ametralladora. Los motores estaban alojados en esta caja blindada.
Esta redujo el peso del vehículo en comparación con los tanques británicos y franceses más grandes, al tiempo que preservaba las capacidades de cruce de trincheras de esas máquinas, y existía la creencia de que la mayoría de las balas y proyectiles de cañón enemigos pasarían inofensivamente a través de la estructura. 
La fuerza motriz consistió en dos Beaver 50 HP (37,3 kW) de cuatro cilindros motores. Esto permitió una velocidad máxima de 5 mph (8 km/h) .

## Especificaciones del Tanque
El tanque esqueleto pesaba 9 toneladas y llevaba un compartimento cuadrado protegido por un 1/2 de pulgada (12,7 mm)  de armadura, que estaba en parejo con el grosor de otros tanques aliados.
La tripulación consistió en un conductor y el comandante / artillero que tripulada la ametralladores de calibre 0,30 (7,62 mm) en la torreta .
Medía 25 pies (7,6 m) largo, que se comparó con el cruce de trincheras de los tanques pesados británicos Mark IV y Mark V.
Su ancho era de 8 pies 5 plg (2,6 m), más estrecho que el 10 pies (3 m) hasta 12 pies 5 plg (3,8 m) de los tanques británicos, y ligeramente superior a 9 pies 6 plg (2,9 m)  para el Mk IV / V debido a su torreta.
Nunca se ordenó la producción del tanque.

## Ejemplar sobreviviente
Un Tanque Esqueleto, restaurado, se conserva en el Museo de Artillería del Ejército de los Estados Unidos en Aberdeen Proving Ground, Maryland.